# Parlamentní volby ve Švédsku 2002
Parlamentní volby do tzv. Riksdagu, jednokomorového zastupitelského sboru, se ve Švédsku konaly dne 15. září 2002. Změnu vlády výsledky voleb neznamenaly – i po nich menšinově vládla ve Švédsku nadále sociální demokracie s předsedou vlády Göranem Perssonem, podporovaná dvěma menšími stranami, Levicovou stranou a Ekologickou stranou Zelenými.
Nejvíce hlasů, 39,85 procent a 144 křesel, získala sociální demokracie. Druhou nejsilnější stranou byli konzervativní Umírnění, s 15,25 procenty a 55 mandáty. Na třetím místě skončili liberálové (13,39 procent a 48 křesel), na čtvrtém křesťanští demokraté (9,14 procent a 33 míst), následovaní Levicovou stranou (8,38 procent, 30 míst), Stranou středu (6,19 procent a 22 křesel) a Ekologickou stranou Zelených (4,64 procent, 17 mandátů).
Strany spolupracující v rámci tzv. rudo-zeleného bloku (sociální demokraté, Levicová strana a Zelení) získaly společně 191 křesel, strany nesocialistické (pravicoví Umírnění a křesťanští demokraté a centristické Liberální lidová strana a Strana středu), dosáhly společně na 158 mandátů. To umožnilo opětovný vznik sociálnědemokratické menšinové vlády.
Volební účast byla 80,11 procent.